# سيدي رحال
سيدي رحّال هي قرية مغربية وسط البلاد بإقليم قلعة السراغنة شرقي مراكش. تضم بلدة سيدي رحّال 6.285 نسمة (حسب إحصاء 1994).
تقع بلدة سيدي رحال على الطريق الجهوية رقم 210 الرابطة بين مراكش ودمنات على بعد 53 كلم عن مراكش من جهة الغرب و 50 كلم من قلعة السراغنة شمالا وغربا جماعة زمران وجنوبا جماعة أبادو وإقليم الحوز وشرقا جماعة تزارت لإقليم الحوز.